# Lista episoadelor din Aaron Stone

## Sumar
| România | România | România  | România           | România            |
| Sezon   | Sezon   | Episoade | Primul episod     | Ultimul episod     |
| ------- | ------- | -------- | ----------------- | ------------------ |
|         | 1       | 21 / 21  | 10 octombrie 2009 | 27 septembrie 2010 |
|         | 2       | 0 / 14   | VFA               | VFA                |

| Statele Unite | Statele Unite | Statele Unite | Statele Unite     | Statele Unite     |
| Sezon         | Sezon         | Episoade      | Primul episod     | Ultimul episod    |
| ------------- | ------------- | ------------- | ----------------- | ----------------- |
|               | 1             | 21            | 13 februarie 2009 | 27 noiembrie 2009 |
|               | 2             | 14            | 24 februarie 2010 | 30 iulie 2010     |

## Sezonul 1: 2009-2010
- Kelly Blatz și J.P. Manoux sunt prezenți în toate episoadele.
- David Lambert și Tania Gunadi au fost amândoi absenți în 1 episod.

| # | # / Sezon | Titlu                                                            | Regizat de                   | Scris de                 | Premieră originală | Premieră, România  | Cod |
| --- | --------- | ---------------------------------------------------------------- | ---------------------------- | ------------------------ | ------------------ | ------------------ | --- |
| 1 | 1         | „Erou în devenire, Partea 1” „Hero Rising, Part 1”               | Bruce Kalish                 | Pat Williams Eric Canuel | 13 februarie 2009  | 10 octombrie 2009  | 101 |
| Charlie Landers e cel mai bun jucător al jocului online, "Hero Rising"cu avatarul său de neoprit, Aaron Stone. Lumea lui Charlie s-a schimbat pentru toteauna când un miliardar puternic îi dezvăluie faptul că "Hero Rising" e un joc de testare pentru agenți secreți adevărați. Charlie e recrutat să devina Aaron Stone din lumea reală și trebuie să lupte împotriva infracțiunilor Sfidării Omega, o echipă de oameni care vor să distrugă lumea, dar în viața de zi cu zi trebuie ca Aaron Stone să rămână o identiate secretă. |           |                                                                  |                              |                          |                    |                    |     |
| 2 | 2         | „Erou în devenire, Partea 2” „Hero Rising, Part 2”               | Bruce Kalish                 | Pat Williams             | 13 februarie 2009  | 10 octombrie 2009  | 102 |
| Aaron Stone e trimis în prima lui misiune pentru a recupera o toxină de la Dr. Necros (Anthony J. Mifsud), unul din cei 7 membrii ai Sfidării Omega și de la mâna sa dreapta, Hoțul de suflete (Ho Chow), care plănuiesc să elibereze toxina și să transforme lumea în zombi pentru a prelua controlul aspura Americii. |           |                                                                  |                              |                          |                    |                    |     |
| 3 | 3         | „Prima Lovitură” „First Strike”                                  | Kaita Mpambara               | Pat Williams             | 20 februarie 2009  | 17 octombrie 2009  | 103 |
| Aaron Stone e trimis în misiune pentru a-l opri pe Generalul Cross, membru al Sfidării Omega, din a utiliza cyborg-ul său de neoprit ca pe un cal Troian pentru a se infiltra și a-l distruge pe T. Abner Hall. Între timp, Charlie trebuie să aleagă între o fată populară pe nume Chase și Emma. |           |                                                                  |                              |                          |                    |                    |     |
| 4 | 4         | „Pauză” „Time Out”                                               | Gail Morgan Hickman          | Andrew Potter            | 2 martie 2009      | 24 octombrie 2009  | 105 |
| Aaron trebuie să lupte cu un duo tată-fiu care are abilitatea de a controla timpul și trebuie să îi oprească de la cucerirea lumii cu Mașina Timpului, care ar putea fi folosită pentru a-i omorâ pe T. Abner Hall și Charlie. Între timp, Charlie, datorită existenței sale ca Aaron Stone, nu face față la școală și s-ar putea să fie dat afară din echipa de baschet. |           |                                                                  |                              |                          |                    |                    |     |
| 5 | 5         | „Zguduind Lumea Liberă” „Rockin' the Free World”                 | Dan Cross David Hoge         | Pat Williams             | 9 martie 2009      | 14 noiembrie 2009  | 104 |
| Charlie vrea să se folosească de trupa sa pentru a o impresiona pe Chase, cea mai populară fată din școală. Dar prioritățile sale trebuie să se schimbe când Cerebella, regina media malefică, începe să spele creierele adolescenților, provocândui să comită infracțiuni. Aaron Stone merge la Vas și Ram acasă, în India. |           |                                                                  |                              |                          |                    |                    |     |
| 6 | 6         | „De la Erou la Xerou” „From Hero to Xero”                        | Sean Cunningham Marc Dworkin | Andrew Potter            | 16 martie 2009     | 28 noiembrie 2009  | 106 |
| Aaron încearcă să oprească un geniu cibernetic, Xero, de la cauzarea unei pene de curent în Tokyo și încearcă să-l împiedice să fure dintr-un depozit cu aur. Oprește cu succes detonatorul, dar Xero îl ademenește și îl face să îl urmarească. Charlie e condus la o clădire care e complet sub controlul lui Xero. Din unele lucruri rezultă că Emma ar putea lucra pentru Sfidarea Omega. |           |                                                                  |                              |                          |                    |                    |     |
| 7 | 7         | „Ceruri neprietenoase, Partea 1” „Not So Friendly Skies, Part 1” | Gail Morgan Hickman          | David Warry-Smith        | 23 martie 2009     | 3 aprilie 2010     | 107 |
| Charlie o păcălește pe mama sa să creadă ca e bolnav, dar zboară în india cu SSJ-ul pentru a ajunge la o petrecere cu Vas și Ram. Pe drum nava se prăbușește într-o pădure, unde Charlie și Stan trebuie să lupte cu animale sălbatice pentru a scăpa. |           |                                                                  |                              |                          |                    |                    |     |
| 8 | 8         | „Ceruri neprietenoase, Partea 2” „Not So Friendly Skies, Part 2” | Gail Morgan Hickman          | David Warry-Smith        | 30 martie 2009     | 10 aprilie 2010    | 108 |
| Charlie este salvat de hybridurile lui Helix, în spatele acestei acțiuni fiind Stand. Va reuși Charlie să trimită ordine către Hall să se întoarcă și să îl salveze? Adevărul despre Emma este aflat: lucrează pentru T. Abner Hall este noul partener al lui Aaron, după ce el l-a salvat pe el și pe Stan. |           |                                                                  |                              |                          |                    |                    |     |
| 9 | 9         | „Ne încredem în Hall” „In Hall We Trust”                         | Dan Cross David Hoge         | Pat Williams             | 13 aprilie 2009    | 17 aprilie 2010    | 109 |
| Aaron trebuie să se oprească Helix să creeze o armată de fiare pentru a distruge lumea, Jason are o petrecere acasă în timp ce STAN și Emma au grija de el. |           |                                                                  |                              |                          |                    |                    |     |
| 10 | 10        | „Am doi de Stan” „My Two Stans”                                  | Dan Cross David Hoge         | Larry McLean             | 20 aprilie 2009    | 24 aprilie 2010    | 110 |
| Când un om apare la usa lui Charlie, care pretind a fi STAN din viitor, îl ajută pe Aaron Stone deoarece Kronis a făcut o formulă de călătorie în timp și recurge la ambii androizi STAN să zădărnicească planurile lor în timp ce Emma încearcă să își dea seama unde e viitorul lui STAN. |           |                                                                  |                              |                          |                    |                    |     |
| 11 | 11        | „Xero(Zero) Control” „Xero Control”                              | Sean Cunningham Marc Dworkin | David Warry-Smith        | 22 iunie 2009      | 3 iulie 2010       | 111 |
| Xero capturează cel mai de temut luptător din lume, Campionul mondial Billy "The Body Bag" Cobb pentru a-l învăța mișcările necesare programului său de luptă. Aaron Stone este înrolat pentru a-l salva pe Billy Cobb și să distrugă programul de luptă. |           |                                                                  |                              |                          |                    |                    |     |
| 12 | 12        | „Stă să plouă cu ninja” „Cloudy with a Chance of Ninjas”         | Sean Cunningham Marc Dworkin | Larry McLean             | 29 iunie 2009      | 10 iulie 2010      | 112 |
| Aaron recurge la Dark Tamara pentru ajutor, când Zefir și armata sa de ninja fură un dispozitiv de vreme din sala de stocare a secretelor a lui Hall pentru a distruge un oraș metropolitan. Aaron și Dark Tamara trebuie să învețe să lucreze împreună pentru a salva viața lor și a celorlalți oameni. Între timp, Jason are o fotografie ceea ce crede el că este un OZN (de fapt SSJ)și STAN trebuie să găsească o modalitate de a apăra identitatea lui Aaron Stone.                                                              |           |                                                                  |                              |                          |                    |                    |     |
| 13 | 13        | „Mă vânezi? Te vânez!” „Hunt Me? Hunt You!”                      | Dan Cross David Hoge         | David Warry-Smith        | 6 iulie 2009       | 17 iulie 2010      | 113 |
| Charlie dezvoltă o pasiune pentru Tatianna Caine, o fată pe care o salvează în timp ce încearcă să recupereze un material radioactiv furat. După ce Tatianna dezvăluie un secret despre ea și îl capturează pe Aaron, STAN trebuie să-l salveze pe Aaron. Între timp Jason o ajută pe Emma în campania sa pentru președintele clasei. |           |                                                                  |                              |                          |                    |                    |     |
| 14 | 14        | „Lumea animalelor” „Beastland”                                   | Sean Cunningham Marc Dworkin | Larry McLean             | 13 iulie 2009      | 24 iulie 2010      | 114 |
| Cel mai nou monstru pe jumătate om al lui Helix încearcă să îl distrugă pe Aaron. În lupta cu monstrul, Aaron își fracturează brațul, iar STAN și Emma trebuie să îl protejeze. Între timp, Jason este gelos pe realizările lui Charlie și încearcă să-și facă singur un nume. |           |                                                                  |                              |                          |                    |                    |     |
| 15 | 15        | „Chuck și Charlie” „Chuck & Charlie”                             | Dan Cross David Hoge         | Larry McLean             | 20 iulie 2009      | 31 iulie 2010      | 115 |
| Aaron a inhalat o toxină care îl face agresiv,Charlie a demisionat să mai lucreze pentru domnul Hall,Emma se duce în misiune ca Dark Tamara și îi invită și pe Vas și Ram în misiune ca să iau antidotul. |           |                                                                  |                              |                          |                    |                    |     |
| 16 | 16        | „Jocuri psihologice” „Mind Games”                                | Gail Morgan Hickman          | Mike McGowan             | 27 iulie 2009      | 20 septembrie 2010 | 116 |
| Elias Powers fostul cercetător și creatorul jocului video "Erou în Devenire" l-a trădat pe Hall prin vânzarea secretelor sale Sfidării Omega. Acum, Aaron trebuie să-l prindă și să afle locația unei arme apocaliptice care ar putea distruge întregul oraș și i-ar permite Sfidării Omega să controleze lumea. |           |                                                                  |                              |                          |                    |                    |     |
| 17 | 17        | „Urmărirea mea cu S.T.A.N.” „My Stakeout with S.T.A.N.”          | Bruce Kalish                 | Mike McGowan             | 3 august 2009      | 21 septembrie 2010 | 117 |
| Aaron află că Domnul Hall a adus inițial membrii Sfidarii Omega împreună pentru a forma o omenire mai bună. După ce au testat un ser periculos care modifică ADN-ul, Sfidarea Omega s-a unit împotriva lui Hall și l-a condus spre izolare. |           |                                                                  |                              |                          |                    |                    |     |
| 18 | 18        | „Dreamcast” „Dreamcast”                                          | Kaita Mpambara               | Larry McLean             | 7 octombrie 2009   | 23 septembrie 2010 | 119 |
| Aaron Stone (Charlie) este injectat cu un chip care îi permite lui Tranq să intre în visele sale și să-i descopere slăbiciunea. S.T.A.N. trebuie să găsească o modalitate de a elimina chip-ul înainte ca Tranq să controleze mintea lui Aaron. |           |                                                                  |                              |                          |                    |                    |     |
| 19 | 19        | „S.T.A.N. din partea mea” „S.T.A.N. By Me”                       | Sean Cunningham Marc Dworkin | Larry McLean             | 4 noiembrie 2009   | 22 septembrie 2010 | 118 |
| S.T.A.N. este înlocuit cu Hunter un adolescent android care îl ajută pe Aaron Stone în lupta cu Generalul Cross. În timpul luptei, Hunter este lovit de un pistol cu lasere și își arde circuitele, făcându-l să creadă că misiunea sa este de a-l distruge pe Aaron Stone. |           |                                                                  |                              |                          |                    |                    |     |
| 20 | 20        | „Febra luptei, Sâmbătă” „Saturday Fight Fever”                   | Dan Cross David Hoge         | J. P. Manoux             | 18 noiembrie 2009  | 24 septembrie 2010 | 120 |
| Charlie își dă seama că Emma nu a fost niciodată la o școală de dans și o invită la o petrecre școlară cu Vas și Ram oaspeți. Charlie preia SSJ-ul dar pe drum Hall îl trimite într-o misiune pentru a lua câteva planuri de la Kronis. Când Kronis îi capturează și îi ține ostatici pe Vas și Ram, singura cale de a-i elibera sunt planurile malefice ale acestuia. |           |                                                                  |                              |                          |                    |                    |     |
| 21 | 21        | „Să Jucăm” „Game On”                                             | Gail Morgan Hickman          | Larry McLean             | 27 noiembrie 2009  | 27 septembrie 2010 | 121 |
| Charlie îl ia pe fratele său Jason într-un turneu de "Erou în Devenire" de ziua lui. La turneu, Sfidarea Omega îl localizează pe Aaron Stone și își propune să-l distrugă. Jason îl vede pe Charlie ca Aaron Stone pentru prima dată luptând împotriva Sfidării Omega dar va păstra acest secret? |           |                                                                  |                              |                          |                    |                    |     |

## Sezonul 2: 2010-2011
- It has been announced that this season of Aaron Stone, will be the show's last. It has been confirmed that 14 episodes have been produced for this season. The episodes will air for the remainder of 2010.[1]

| # | # / Sezon | Titlu                                                 | Regizat de    | Scris de                     | Premieră originală | Premieră, România | Cod |
| --- | --------- | ----------------------------------------------------- | ------------- | ---------------------------- | ------------------ | ----------------- | --- |
| 22 | 1         | „Daune de control” „Damage Control”                   | Farhad Mann   | Bruce Kalish                 | 24 februarie 2010  | VFA               | 201 |
| 23 | 2         | „În jocul tatei” „In The Game of The Father”          | Farhad Mann   | Dan Cross David Hoge         | 24 februarie 2010  | VFA               | 202 |
| 24 | 3         | „Manșeta, de neuitat” „Gauntlet, But Not Forgotten”   | Larry McLean  | Sean Cunningham Marc Dworkin | 3 martie 2010      | VFA               | 203 |
| 25 | 4         | „Fotografie” „Photography”                            | Larry McLean  | Bruce Kalish                 | 10 martie 2010     | VFA               | 204 |
| 26 | 5         | „Confruntarea” „Face-Off”                             | Andrew Potter | Dan Cross David Hoge         | 17 martie 2010     | VFA               | 205 |
| 27 | 6         | „Super-eroul meu personal” „My Own Private Superhero” | Andrew Potter | John Tellegen                | 24 martie 2010     | VFA               | 206 |
| Invitată specială: Ashley Leggat ca Prințesa Nikki York                                                           |           |                                                       |               |                              |                    |                   |     |
| 28 | 7         | „Resident Weevil” „Resident Weevil”                   | VFA           | VFA                          | 16 iunie 2010      | VFA               | 207 |
| Notă: Acest episod a avut premiera la Disney XD India pe 22 mai 2010 și Disney XD America Latină pe 5 iunie 2010. |           |                                                       |               |                              |                    |                   |     |
| 29 | 8         | „Fugi Aaron, Fugi” „Run Aaron, Run”                   | VFA           | VFA                          | 23 iunie 2010      | VFA               | 208 |
| 30 | 9         | „Pack-Man” „Pack-Man”                                 | VFA           | VFA                          | 30 iunie 2010      | VFA               | 209 |
| |           | „Regnul mutant” „Mutant Reign”                        | VFA           | VFA                          | 2010               | VFA               |     |
| Notă: Acest episod a avut premiera la Disney XD India pe 23 mai 2010.                                             |           |                                                       |               |                              |                    |                   |     |